# میراندولا
میراندولا (به ایتالیایی: Mirandola) یک کومونه در ایتالیا است که در استان مودنا واقع شده‌است.

## خصوصیات
میراندولا ۱۳۷٫۱ کیلومترمربع مساحت و ۲۲٬۰۶۸ نفر جمعیت دارد و ۱۸ متر بالاتر از سطح دریا واقع شده‌است.

## خواهرخوانده
شهرهای اویتفیلدن و ویلژوئیف خواهرخوانده‌های میراندولا هستند.